# Хлоптуново
Хлоптуново  — село в Сухобузимском районе Красноярского края  в составе Кононовского сельсовета.

## География
Село находится на левом берегу Енисея примерно в 21 километре по прямой на восток от села Сухобузимское.

## Климат
Климат континентальный с продолжительной холодной зимой и относительно жарким коротким летом. Среднемесячная температура воздуха в январе от -14˚С до -28˚С, в июле от 12˚С до 21˚С. Температура наружного воздуха в разрезе года 0,5˚С. Абсолютная минимальная температура воздуха -53˚С, абсолютная максимальная 38˚С. Средняя наиболее холодного периода -22˚С. Период со среднесуточной температурой воздуха ≤  8˚С составляет 235 суток. Продолжительность периода со среднесуточной 0˚С составляет 168 суток. Продолжительность безморозного периода составляет 120 суток. Средняя дата последнего заморозка весной 10 июня, дата первого заморозка осенью 7 сентября. Количество осадков за год составляет 429 мм. Средняя дата образования и разрушения устойчивого снежного покрова 12 ноября и 28 марта. Средняя высота снежного покрова за зиму 42 см. 

## История
Село основано в 1647 году. В советское время работали колхоз  «Красный вал» и совхоз «Первомайский» . В 1952-57 годах в село переселилось 200 чувашей .

## Население
Постоянное население составляло 425 человек в 2002 году (84% русские), 372 в 2010